# 云梯胡同
39°54′47″N 116°22′01″E / 39.9131836°N 116.3670093°E
云梯胡同，是位于北京市西城区中部的一条胡同。

## 简介
云梯胡同西起二龙路，向东折向北，北到辟才胡同。全长214米，平均宽3米。1949年名为“梯子胡同”。1965年北京市整顿地名，将贵门关部分并入，更名为“云梯胡同”。2000年代起，云梯胡同的东侧、南侧成为北京协和医院西院。